# Sébastien Charles
Sébastien Charles est un acteur et chorégraphe français.

## Biographie
Il a tourné plusieurs films, essentiellement des courts-métrages, avec François Ozon. Il a surtout chorégraphié plusieurs des films de ce dernier, notamment Huit Femmes.

## Filmographie

### Cinéma

#### Longs métrages
- 1998 : Sitcom de François Ozon : le garçon aux courgettes
- 1999 : Les Passagers de Jean-Claude Guiguet : Raoul

#### Courts métrages
- 1996 : Une robe d'été de François Ozon : Sébastien
- 1998 : Scènes de lit, segment Les Puceaux de François Ozon : un des deux garçons
- 1999 : Les Terres froides de Sébastien Lifshitz : Laurent
- 1999 : Je vois déjà le titre de Martial Fougeron : le deuxième homme
- 2003 : Pov'fille de Jean-Luc Baraton et Patrick Maurin : Gontran
- 2003 : Far West de Pascal-Alex Vincent : le professeur de danse

## Chorégraphe
- 1996 : Une robe d'été de François Ozon (court métrage)
- 2000 : Gouttes d'eau sur pierres brûlantes de François Ozon
- 2002 : Huit Femmes de François Ozon
- 2003 : Far West de Pascal-Alex Vincent (court métrage)
- 2003 : Les Liaisons dangereuses de Josée Dayan (mini série télévisée)
- 2004 : Hollywood malgré lui de Pascal-Alex Vincent (court métrage)
- 2004 : 5x2 de François Ozon